# فيكتور أوكونور
فيكتور أوكونور (بالإنجليزية: Victor O'Connor)‏ هو رسام أسترالي، ولد في 21 ديسمبر 1918، وتوفي في 8 سبتمبر 2010.